# Farrell McElgunn

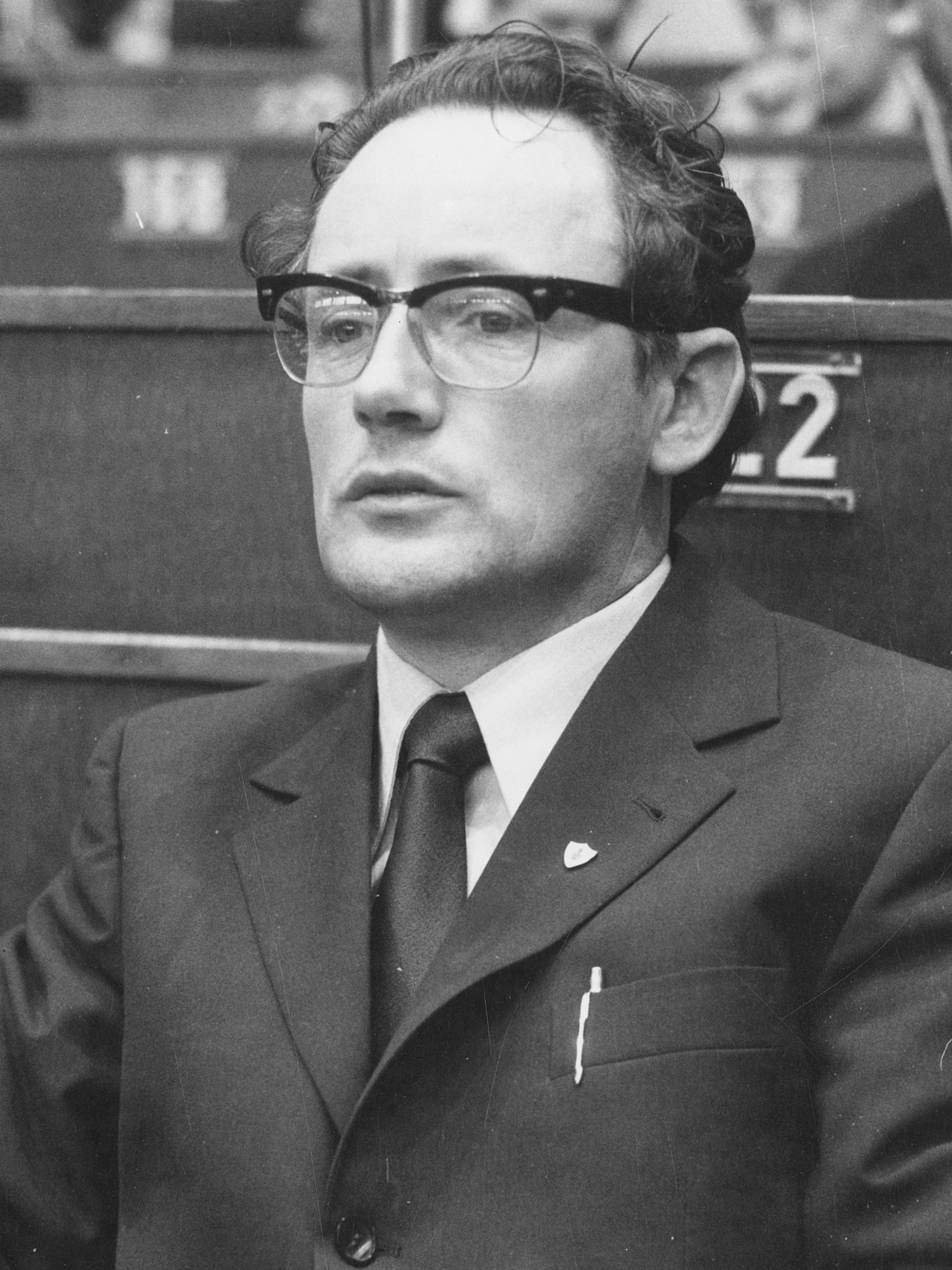
Farrell McElgunn (1973)

Farrell McElgunn (irisch Feargal Mac Giolla Ghunna; * 5. Januar 1932 in County Leitrim; † 2. März 2020 im Country Leitrim) war ein irischer Politiker der Fianna Fáil.

## Biografie
Nach dem Schulbesuch studierte er Irische Sprache und Geschichtswissenschaften am University College Galway und erwarb dort den Bachelor of Arts. Am St. Patrick’s College in Maynooth konnte er etwas später den Master erlangen. Er unterrichtete an unterschiedlichen Schulen um seinen Heimatort Carrick-on-Shannon.
1967 wurde er erstmals für Carrick-on-Shannon in den Leitrim County Council gewählt. 1960 war er noch gescheitert. 
1968 wurde er durch den damaligen Premierminister (Taoiseach) Jack Lynch 1968 zum Mitglied des Senats (Seanad Éireann) nominiert. 1969 versuchte er, einen Sitz bei den Wahlen für den Dáil Éireann im Wahlkreis Roscommon–Leitrim zu erlangen. Dies misslang allerdings ebenso wie bei den Wahlen 1973 zum 20. Dáil. Zuvor war er in das Europäische Parlament der Europäischen Gemeinschaften durch den Oireachtas delegiert worden. Dort blieb er aber lediglich von Januar bis März 1973. Er blieb Mitglied des Leitrim County Council bis in die 1990er Jahre. 
Er betätigte sich zusätzlich als Heimatpfleger.
Verheiratet war er mit Mary Duignan, mit der er sechs Kinder hatte.